# 顾正红纪念馆
顾正红纪念馆，位于上海市普陀区澳门路，為纪念中国工人运动积极分子顾正红而建。

## 历史
于2008年5月30日落成开放，纪念馆总面积1300平方米。

## 参观信息
1. ↑  上海市普陀区文化局. . www.shpt.gov.cn.   [2018-05-11]. （原始内容存档于2018-05-11） （中文（简体））.